# Carennac
Carennac település Franciaországban, Lot megyében. Lakosainak száma 426 fő (2022. január 1.). Carennac Bétaille, Floirac, Gintrac, Miers, Tauriac és Vayrac községekkel határos.

## Népesség
A település népességének változása:
| Lakosok száma | 414  | 376  | 370  | 385  | 406  | 407  | 408  | 413  | 413  | 426  |
|               | 1968 | 1982 | 1990 | 2006 | 2013 | 2015 | 2017 | 2019 | 2020 | 2022 |